# Halvor Birch
Halvor Birch (Horsens, 21 febbraio 1885 – Copenaghen, 5 luglio 1962) è stato un ginnasta danese.

## Palmarès

### Olimpiadi
- 1 medaglia:
  - 1 bronzo (Stoccolma 1912 nel concorso libero a squadre)